# NGC 7510
NGC 7510 es un cúmulo abierto situado en la constelación de Cefeo visible con telescopios de aficionado.
Se halla a entre 3 y 3,5 kiloparsecs del Sol según diversos autores -lo que lo sitúa en el borde exterior del brazo de Perseo de la Vía Láctea-, y es un cúmulo muy joven con una edad estimada en 10 millones de años y que incluye entre sus miembros a una posible estrella Be.

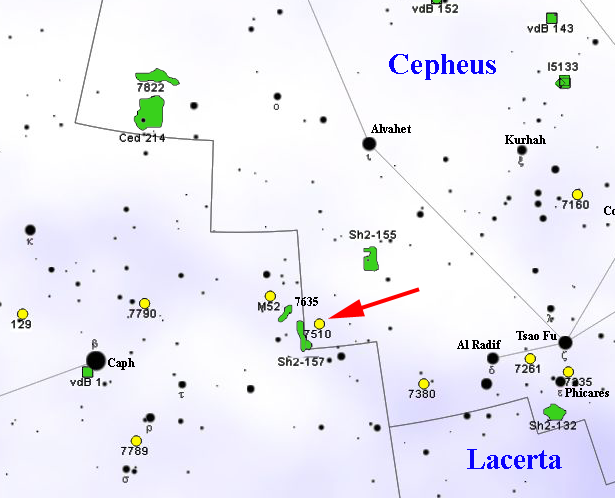
Mapa de la ubicación de NGC 7510